# Rena (geslacht)
Rena is een geslacht van slangen uit de familie draadwormslangen (Leptotyphlopidae) en de onderfamilie Epictinae.

## Naam en indeling
De wetenschappelijke naam van de groep werd voor het eerst voorgesteld door Spencer Fullerton Baird en Charles Frédéric Girard in 1853. Er zijn elf soorten inclusief de pas in 1998 beschreven soort Rena iversoni. Alle soorten werden tot 2009 aan het geslacht Leptotyphlops toegewezen. Een aantal soorten die vroeger aan het geslacht Rena werden toegekend worden tegenwoordig tot het geslacht Trilepida gerekend.
De geslachtsnaam Rena betekent vrij vertaald 'nier-achtig'; ren = nier, en slaat op de roodachtige lichaamskleur van veel soorten.

## Verspreiding en habitat
De slangen komen voor in delen van Noord-, Midden- en Zuid-Amerika en leven in de landen Mexico, de Verenigde Staten, Argentinië, Paraguay en Bolivia. Zes soorten komen endemisch voor in Mexico. De habitat bestaat uit verschillende typen scrublands, graslanden en woestijnen, en in droge tropische en subtropische bossen, gematigde bossen en droge savannen. Ook in door de mens aangepaste streken zoals landelijke tuinen kunnen de dieren worden aangetroffen.

## Beschermingsstatus
Door de internationale natuurbeschermingsorganisatie IUCN is aan acht soorten een beschermingsstatus toegewezen. Zes soorten worden beschouwd als 'veilig' (Least Concern of LC) en twee soorten als 'onzeker' (Data Deficient of DD).

## Soorten
Het geslacht omvat de volgende soorten, met de auteur en het verspreidingsgebied.
| Naam                                     | Auteur                                 | Verspreidingsgebied           | Beschermingsstatus |
| ---------------------------------------- | -------------------------------------- | ----------------------------- | ------------------ |
| Rena boettgeri                           | Werner, 1899                           | Mexico                        | Niet geëvalueerd   |
| Rena bressoni                            | Taylor, 1939                           | Mexico                        |                    |
| Rena dissecta                            | Cope, 1896                             | Verenigde Staten, Mexico      |                    |
| Rena dugesii                             | Bocourt, 1881                          | Mexico                        | Niet geëvalueerd   |
| Texaanse draadwormslang (Rena dulcis)    | Baird & Girard, 1853                   | Verenigde Staten, Mexico      |                    |
| Mexicaanse draadwormslang (Rena humilis) | Baird & Girard, 1853                   | Verenigde Staten, Mexico      |                    |
| Rena iversoni                            | Smith, Breukelen, Auth & Chiszar, 1998 | Mexico                        | Niet geëvalueerd   |
| Rena maxima                              | Loveridge, 1932                        | Mexico                        |                    |
| Rena myopica                             | Garman, 1884                           | Mexico                        |                    |
| Rena segrega                             | Klauber, 1939                          | Verenigde Staten, Mexico      | Niet geëvalueerd   |
| Rena unguirostris                        | Boulenger, 1902                        | Argentinië, Paraguay, Bolivia |                    |